# Bathyopsis
Il batiopside (gen. Bathyopsis) è un mammifero erbivoro estinto, appartenente ai dinocerati. Visse nell'Eocene inferiore - medio (circa 55 - 46 milioni di anni fa) e i suoi resti fossili sono stati ritrovati in Nordamerica (Colorado, Wyoming). 

## Descrizione
Questo animale possedeva un corpo allungato e pesante, sorretto da zampe colonnari relativamente corte. Il cranio, lungo 35 - 50 centimetri, era depresso e allungato, con una regione postorbitale piuttosto lunga. Erano presenti due corna cortissime e appaiate, appena dietro la zona delle narici. Bathyopsis possedeva inoltre un paio di canini superiori allungati, a forma di zanne, che venivano protetti da una sorta di guaina ossea quando la bocca era chiusa. Al contrario di altre forme successive di dinocerati, Bathyopsis non raggiunse dimensioni gigantesche; si suppone fosse lungo circa 2,5 metri.

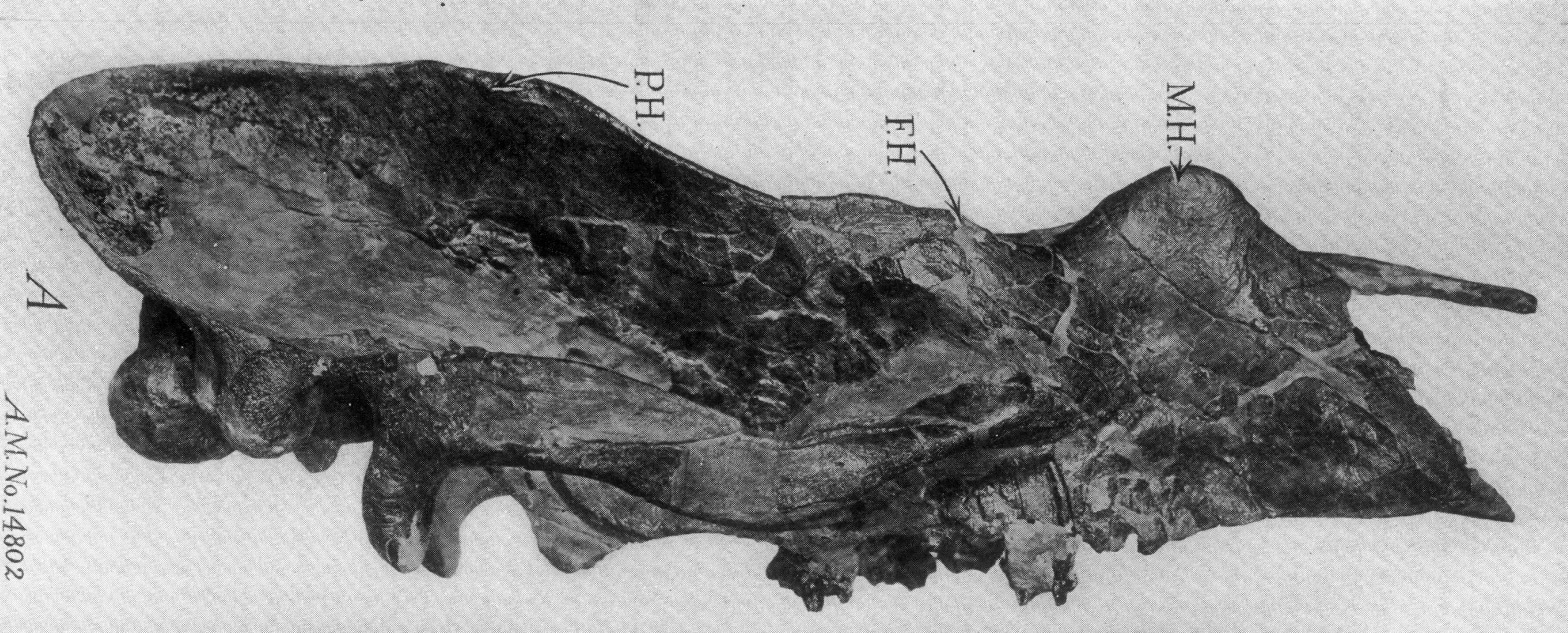
Cranio di Bathyopsis fissidens

## Classificazione
Bathyopsis è un rappresentante relativamente primitivo dei dinocerati, un gruppo di mammiferi originatisi nel corso del Paleocene, che in pochi milioni di anni raggiunsero dimensioni ragguardevoli. Bathyopsis è considerato ancestrale a forme successive come Uintatherium ed Eobasileus, di grandi dimensioni e dalle caratteristiche craniche più marcate.
Bathyopsis è stato descritto per la prima volta da Edward Drinker Cope nel 1881; la specie tipo è Bathyopsis fissidens. Un'altra specie è B. middleswarti, descritta da Wheeler nel 1961 e ritenuta distinta dalla precedente sulla base di alcune caratteristiche (taglia maggiore, corna meglio sviluppate). Studi successivi, però, hanno ipotizzato che le differenze potrebbero riflettere un dimorfismo sessuale (Schoch e Lucas, 1985).